# Термополис (Вайоминг)
Термополис (англ. Thermopolis) — город в штате Вайоминг (США). Административный центр округа Хот-Спрингс. По данным переписи за 2020 год число жителей города составляло 2725 человек.
Вблизи города находится парк штата Хот-Спрингс, наиболее посещаемый в Вайоминге.

## Географическое положение
По данным Бюро переписи населения США, город имеет общую площадь в 6,4 км². Термополис находится около окончания каньона Уайлд-Ривер и слияния Уайлд-Ривер в Бигхорн.

## История
Обширные горячие источники вблизи города почитались шошонами, которые признавали их терапевтические свойства и считали, что они заселены духами. Резервация в долине реки Уинд была основана в 1868 году, а источники входили в резервацию. Термополис появился в 1880-х годах на границе с резервацией. Он был зарегистрирован в 1897 году. Имя города имеет греческое происхождение, оно было придумано Джо Магиллом и Джулиусом Шульке.

## Население
| Год переписи | Нас. |  | %±     |
| ------------ | ---- |  | ------ |
| 1900         | 299  |  | —      |
| 1910         | 1524 |  | 409,7% |
| 1920         | 2005 |  | 31,6%  |
| 1930         | 2129 |  | 6,2%   |
| 1940         | 2422 |  | 13,8%  |
| 1950         | 2870 |  | 18,5%  |
| 1960         | 3955 |  | 37,8%  |
| 1970         | 3063 |  | −22,6% |
| 1980         | 3852 |  | 25,8%  |
| 1990         | 3247 |  | −15,7% |
| 2000         | 3172 |  | −2,3%  |
| 2010         | 3009 |  | −5,1%  |
| 2016         | 2937 |  | −2,4%  |

По данным переписи 2010 года, население Термополиса составляло 3009 человек (из них 49,1 % мужчин и 50,9 % женщин), в городе было 1389 домашних хозяйств и 818 семей. На территории города было расположено 1583 постройки со средней плотностью 247,3 постройки на один км² суши. Расовый состав: белые — 96,4 %, коренные американцы — 0,9 %.
Население города по возрастному диапазону по данным переписи 2010 года распределилось следующим образом: 20,1 % — жители младше 18 лет, 2,8 % — между 18 и 21 годами, 55,0 % — от 21 до 65 лет и 22,1 % — в возрасте 65 лет и старше. Средний возраст населения — 47,0 лет. На каждые 100 женщин в Термополисе приходилось 96,4 мужчин, при этом на 100 совершеннолетних женщин приходилось уже 92,7 мужчин сопоставимого возраста.
Из 1389 домашних хозяйств 58,9 % представляли собой семьи: 44,3 % совместно проживающих супружеских пар (13,1 % с детьми младше 18 лет); 10,4 % — женщины, проживающие без мужей и 4,1 % — мужчины, проживающие без жён. 41,1 % не имели семьи. В 24,0 % домашних хозяйств входили жители младше 18 лет, в 32,5 % — старше 65 лет. В среднем домашнее хозяйство ведут 2,11 человека, а средний размер семьи — 2,70 человека. В одиночестве проживали 35,8 % населения, 14,8 % составляли одинокие пожилые люди (старше 65 лет).

## Экономика
В 2015 году из 2351 человека старше 16 лет имели работу 1373. При этом мужчины имели медианный доход в 43 690 долларов США в год против 34 013 долларов среднегодового дохода у женщин. В 2014 году медианный доход на семью оценивался в 58 229 $, на домашнее хозяйство — в 45 668 $. Доход на душу населения — 27 688 $ в год.